# Комплекс підземних сховищ Реджина
Комплекс підземних сховищ Реджина — розташований у канадській провінції Саскачеван комплекс для зберігання зріджених вуглеводневих газів (ЗВГ) та природного газу.
Зберігання зазначених вище продуктів організоване у підземних кавернах, створених шляхом розмивання соляних відкладень формації Prairie Evaporite (середній девонський період). Станом на початок 2000-х діяло вісім каверн, три з яких призначались для розміщення до 34 млн м3 природного газу, а ще п'ять могли прийняти до 2,6 млн барелів ЗВГ.
Сховище використовувалось як буферне для розміщення етану та пропану, які транспортувалися через Саскачеван по трубопроводу Cochin Pipeline. При цьому варто відзначити, що з 2007-го Cochin Pipeline припинив перекачування етану, а з середини 2010-х взагалі був перепрофільований на конденсатопровід.